# U4-es metróvonal (München)
Az U4-es metróvonal (eredeti nevén U-Bahnlinie 4) a müncheni metróhálózat tagja, Arabellapark és Westendstraße között közlekedik. 13 állomás található a 9 kilométeres vonalon, amely közben áthalad München belvárosán és érinti a főpályaudvart is (Hauptbahnhof). A Max-Weber-Platz és Westendstraße között azonos útvonalon halad az U5-ös metróval.
A vonal színe: türkiz.

## Állomáslista és átszállási lehetőségek
| U4 (Arabellapark ↔ Westendstraße) |                                                               |
| Megállóhely                       | Átszállási kapcsolat(ok)                                      |
| Arabellapark                      | , 154 , 183 , 184 , 185 , 187                                 |
| Richard-Strauss-Straße            | 59 , 187 , 188 , 189                                          |
| Böhmerwaldplatz                   | 59                                                            |
| Prinzregentenplatz                | 54 , 100                                                      |
| Max-Weber-Platz                   | , 148 , 190 , 191 , X30                                       |
| Lehel                             |                                                               |
| Odeonsplatz                       | , 100 , 153                                                   |
| Karlsplatz (Stachus)              | ,                                                             |
| Hauptbahnhof                      | München Hauptbahnhof Bayerische Oberlandbahn , 58 , 100 , 150 |
| Theresienwiese                    |                                                               |
| Schwanthalerhöhe                  | 53 , 134                                                      |
| Heimeranplatz                     | , 62 , 63 , 130 P+R                                           |
| Westendstraße                     | 62 , 130                                                      |